# Dendrimer
Dendrimeri su visoko uređeni, razgranati polimerni molekuli. Sinonimi za dendrimer uključuju arborole i kaskadne molekule. Tipično, dendrimeri su simetrični u odnosu na jezgro i često usvajaju sferičnu trodimenzionalnu morfologiju. Reč dendron se takođe često sreće. Dendron obično sadrži jednu hemijski adresibilnu grupu koja se zove fokalna tačka ili jezgro. Razlika između dendrona i dendrimera je ilustrovana na gornjoj slici, mada se termini obično susreću naizmenično.

Dendrimer
Supstanca sastavljena od identičnih molekula dendrimera.
Molekul dendrimera
Molekul koji se sastoji od jednog ili više dendrona koji potiču iz jedne konstitutivne jedinice.
Dendron
Deo molekula sa samo jednom slobodnom valencijom, koji se sastoji isključivo od dendritskih i terminalnih konstitucijski ponavljajućih jedinica i u kome svaki put od slobodne valence do bilo koje krajnje grupe sadrži isti broj konstitutivnih ponavljajućih jedinica. Napomena 1: Za potrebe određivanja prirode jedinica koje se ponavljaju, slobodna valencija se tretira kao veza sa CRU. Napomena 2: Dendromerski molekul koji sadrži samo jedan dendron se ponekad naziva dendron, monodendron ili funkcionalizovani dendron. Upotreba termina 'dendron' ili 'monodendron' u značenju molekula ili supstance nije prihvatljiva. Napomena 3: U dendronu su odsutni makrociklusi konstitutivnih jedinica.

Prvi dendrimeri su napravljeni divergentnim pristupima sinteze od strane Frica Vegtla 1978. godine, R.G. Denkevalter u Alajd korporaciji 1981, Donalda Tomalije u Dau hemikalu 1983 i 1985, i Džordža R. Nevkoma 1985. Godine 1990, konvergentni sintetički pristup uveli su Kreg Hoker i Žan Freše. Popularnost dendrimera je tada znatno porasla, što je rezultiralo sa više od 5.000 naučnih radova i patenata do 2005. godine.